# 1994年飓风戈登的气象历史
飓风戈登的气象历史持续了约13天的时间，这场风暴经久不散，行进路径飘忽不定且极不寻常。系统起初于1994年11月9日在加勒比海西南部的巴拿马附近海域形成，以热带低气压强度掠过尼加拉瓜并在该国近海徘徊了数天时间，然后系统略微增强成热带风暴并蜿蜒北上进入大安的列斯群岛海域，虽然途经洋面水温较高，但持续存在的风切变令其无法获得大幅增强。接下来戈登缓慢向北转向，之后又转朝西北进发，先后在牙买加东部和古巴东部实现两次登陆，同时还给伊斯帕尼奥拉岛西部带去了倾盆大雨。
戈登以热带风暴强度在穿越佛罗里达礁岛群的过程中实现第四次登陆，并与上层对流层中的一个气旋以及一系列的气旋式低气压发生相互作用，令风暴拥有了部分亚热带特征。接下来几天时间里，位于墨西哥湾的系统很不寻常地拥有热带和亚热带天气系统的混合特征，然后再度恢复成热带风暴并又一次在佛罗里达半岛登陆。穿过该半岛后，系统进入大西洋，并爆发性增强成一级飓风。戈登在漂移过程中曾短暂威胁到北卡罗莱纳州，但之后又转向南下，减弱成一股强度较小的热带风暴并在佛罗里达州东海岸进行了第六次，也是最后一次登陆。
飓风戈登是1994年大西洋飓风季获得命名的第七个风暴和第三场飓风。虽然每次登陆时都没有达到飓风强度，但其曲折的行进路径先后导致了六次登陆，其中四次有热带风暴强度，两次为热带低气压级别，有三次都是在美国的佛罗里达州。

## 形成
1994年11月的第一个星期里，加勒比海西南部、巴拿马以北附近洋面累积形成了一片大范围的扰动气流。一股东风波穿过该区域，令气流中的对流有所增加，11月6日，另一股东风波穿越这一海域，令扰动气流中开始具备气旋式环流。之后两天时间里，天气系统逐渐组织起来，并在尼加拉瓜东南近海爆发出深层对流。美国国家飓风中心将这片最大持续风速达到每小时45公里的天气系统归类为第十二号热带低气压。低气压在向西北方向前进的过程中缓慢增强，外界环境中的上层外流开始有利于其进一步发展。11月9日早上，对流开始出现爆发。风暴中心在接近卡贝萨斯港的尼加拉瓜东北海岸登陆时已经呈现出带状特征。过了整整一天后，墨西哥湾上空，风暴西北方向的一个低压槽令低气压向东北方向的海上进发，并经过了加勒比海西部海面温度较高的区域。由于有温暖的海水推波助澜，低气压于11月9日晚增强成热带风暴，风暴达到每小时65公里，美国国家飓风中心因此将其命名为“戈登”（Gordon）。
由于转向气流力道不强，风暴的行进方向很不稳定。戈登因少量西南偏西方向风切变的存在而蜿蜒向东北偏北方向漂移，并且在这一过程中也无法得以增强。到了11月11日，一个低压槽令戈登以每小时13公里的速度向东北偏北移动，并且其风速也在经过加勒比海中部的过程中提高了9公里。低压槽继续令风暴转向，于11月12日下午转朝东面的牙买加逼近。虽然所经洋面水温较高，但戈登因受到强烈的上层对流层风切变的阻碍而无法增强，并且上层环流的组织性也受到打乱，风速降至每小时65公里。

## 经过大安的列斯群岛

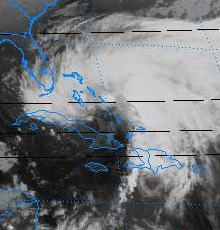
处于热带和亚热带系统混合阶段的戈登，其前方雨带给海地带去了大雨。

11月13日，佛罗里达南部以及墨西哥湾上空的低压槽继续令热带风暴戈登向东面的牙买加推进，于黎明前在该岛东部边缘擦过，带去了189毫米降水。西南风向的风切变令风暴的风速没能超过每小时75公里，不过风切变和登陆都没有明显打乱气旋的组织结构。戈登接下来转向加速向东北行进，虽然风切变仍然阻止着热带气旋增强所需的上层发展，但风暴中还是有强劲的下层环流形成，虽然持续风速仍然只达到每小时65公里，但随着系统逼近古巴东部，当地报告出现了时速高速192公里的阵风。风暴中心在关塔那摩湾附近经过，同时风暴经过古巴东部期间给当地带去了暴雨，海地西部的降水比古巴更多，营佩兰（Camp-Perrin）报告的降雨量高达583毫米。
与此同时，加勒比海大部分海域都由一片非常广阔的环流笼罩，热带风暴戈登只是其中的一部分，并且这片环流还在与佛罗里达海峡附近的一条上层对流层低压槽产生相互影响。低压槽令大范围的上层气旋有所加强，还在加勒比海西部催生出另外几个下层环流，戈登也相应得以强化。戈登穿越古巴东部后，美国国家飓风中心相信风暴已在所有下层天气系统中占主导地位，并且已经吸收了这些系统的对流。不过，以气象学家何塞·费尔南德斯-帕塔加斯（Jose Fernandez-Partagas）为代表的少数意见认为，戈登的环流中心已经在古巴上空消散，位于巴哈马附近上空的低气压系统才是这时真正占主导地位的天气系统，这意味着热带风暴戈登已经消亡，该海域生成了一股新的热带风暴。这一推断的可能性的确存在，但没有得到正式的飓风总结接受。到了11月13日夜幕降临时，戈登不但已经有过先后两次登陆，并且分别与三个竞争性的天气系统相互作用后继续保持存在，而且还在吸收巴哈马附近低气压的过程中获得冷心这一亚热带气旋的典型特征。
戈登的深层气旋引导风暴向西北偏西方向移动，于11月14日进入特克斯和凯科斯群岛和巴哈马以南海域。美国中大西洋各州海岸附近上空的一片大型高压脊加大了风暴周围的气压梯度，因此系统的亚热带性质虽然令风暴缺少深层对流，其核心周围也不可能存在强风中心，但风暴的环流中心以外还是有强烈的风力存在。这些风的速度小幅上升到每小时85公里，但没能得到任何进一步增强。混合有热带气旋和亚热带气旋的戈登在高压脊的影响下继续向西北偏西行进并穿过巴哈马西部。这也令风暴的南部环流进入古巴西部上空，而一边增强的北部环流则在棕榈滩附近产生了时速90公里的大风。11月15日，戈登途经佛罗里达礁岛群时在佛罗里达州的基韦斯特岛实现了第四次登陆，然后继续向西经过群岛进入佛罗里达海峡，并且风暴的中心也开始回暖，很快，深层对流的出现标志着戈登重新成为纯粹的热带气旋。

## 在佛罗里达州的第二次登陆以及达到最高强度

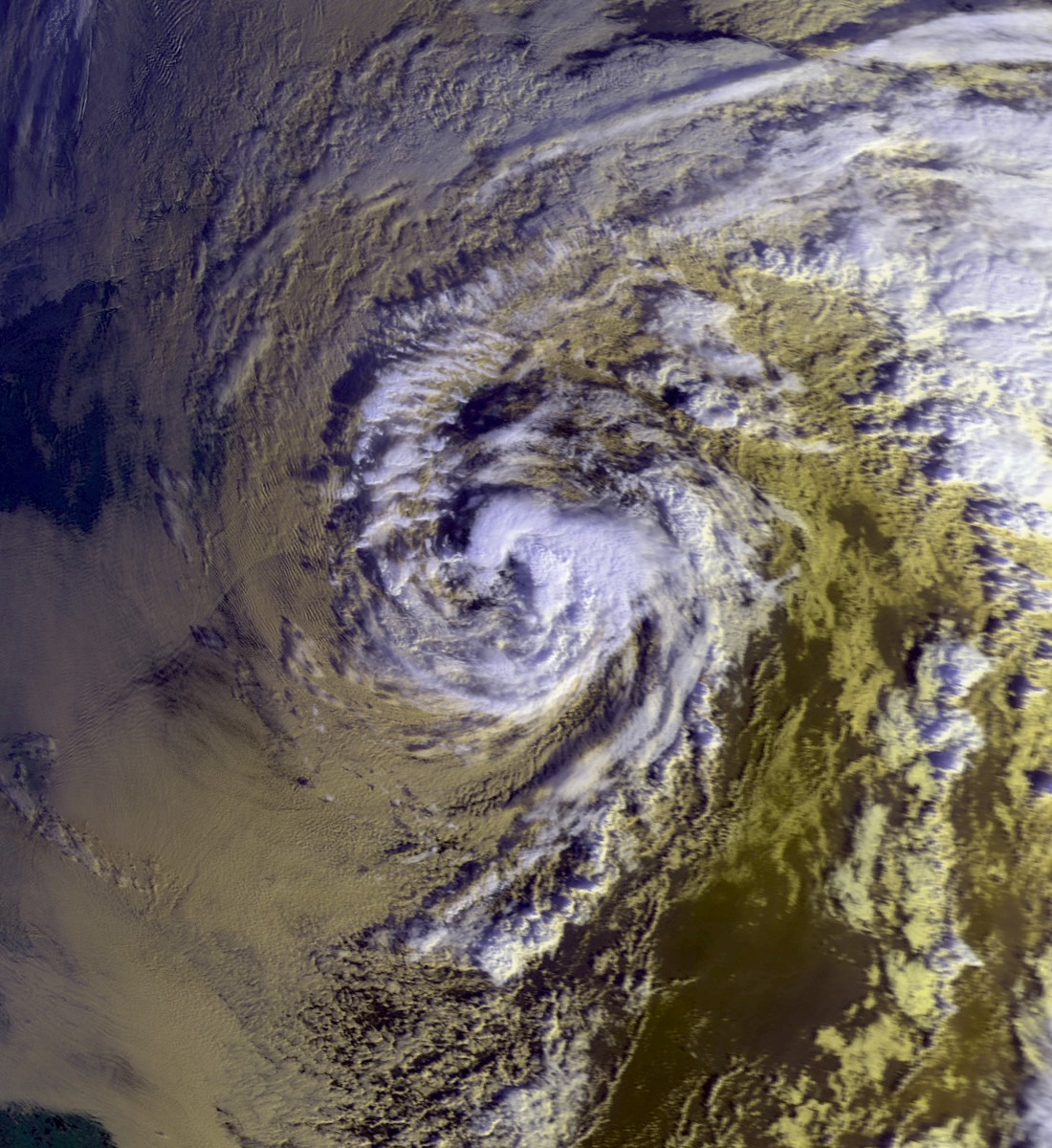
协调世界时11月18日中午13点08分，飓风戈登即将达到最高强度。

影响风暴行动方向的转向气流仍然很弱，让风暴在海上基本停止前进，并借此机会对深层对流进行全面的重新发展。热带风暴戈登还在这一期间开始催生出多场龙卷风。由于风暴中心仍然远离陆地，所以很可能有多个其产生的龙卷风未经报告，但佛罗里达海岸上还是有六场龙卷风着陆，其中四个达到藤田级数下的级，有两个达到级，还有一个估计风速高达每小时181至253公里，达到级。
在近海停留了近一天后，美国中部上空的一片中到上层对流层低压槽令热带风暴戈登开始北上，然后小幅转向东北偏北朝佛罗里达西海岸逼近，以每小时85公里风速在麦尔兹堡和那不勒斯之间登陆。风暴东部的移动速度有所加快，戈登以每小时17公里的速度向佛罗里达半岛的东北方向行进。风暴只花了六个小时就穿过半岛，并且强度几乎没有减弱，风速仍然保持在每小时85公里，其前进的速度也在继续加快。11月17日清晨，回到开放海域的风暴中心气压开始降低。11月17日，戈登突然催生出时速120公里的大风并由美国国家飓风中心升级为一级飓风。不过系统组织上的改善并不明显，风切变也令中心和深层对流间的距离拉长。

## 在佛罗里达州的第三次登陆和消亡
引导戈登穿越佛罗里达州的短波槽移动到了风暴前方，美国东部上空的一片中层对流层高压脊开始对系统产生影响，风暴因此开始加速向东北方向移动，速度达到每小时40公里，到了11月17日晚又转向北上。飓风继续以环状路径移动，并且在向西北偏西方向行进的过程中一度短暂威胁到北卡罗莱纳州的外滩群岛，然后又一次在海上基本停止前进。由于再度出现弱转向气流，戈登的强度有所削弱，回落为风速每小时110公里的热带风暴。11月18日，风暴在距外滩群岛仅150公里洋面开始转向南下远离北卡罗莱纳州海岸。戈登掠过中大西洋各州，带去了50至130毫米降雨，其中最高的是弗吉尼亚州的诺福克郡，达到133毫米。温暖的海面温度令系统的组织性得到改善，但风速却并未因此加快，风暴也在继续减弱。戈登受到来自西北方向的强烈上层风吹袭，其上层对流被切断，同时还因干冷空气的不利影响而导致下层对流也有所减弱。
美国中部的一片高压系统向东飘移，令正在南下的戈登开始朝西转向，再度逼近西南方向的佛罗里达州。由于缺乏深层对流，并且一直有着风切变的不利影响，戈登的风速终于降至低于热带风暴标准，于11月20日早上降级成热带低气压。陆地上空的高压系统继续令低气压向西推进，直至当晚以每小时45公里风速在卡纳维拉尔角附近进行了最后一次登陆。这场风暴在佛罗里达州的先后三次登陆共计给该州带去了130到250毫米降水，其中一个位于迈阿密-戴德县库珀斯敦（Cooperstown）的气象站记录到了高达409毫米的降雨量。风暴北上穿越佛罗里达州，再向东北方向经过乔治亚州，最终与南卡罗莱纳州的一股锋面系统合并。

### 轨迹和预测
戈登的行动轨迹与1972年的飓风唐恩（Dawn）颇有几分类似。美国国家飓风中心称这股风暴是“一个复杂的（天气）系统，以不同寻常、飘忽不定的路径经过了西加勒比海及岛屿，佛罗里达州以及大西洋西南部”。由于其行进轨迹千回百转，该部门难以对戈登作出准确预测，出现错误的几率与之前的十年相比要高10到30个百分点。